# Aulonogyrus inyanganensis
Aulonogyrus inyanganensis is een keversoort uit de familie van schrijvertjes (Gyrinidae). De wetenschappelijke naam van de soort is voor het eerst geldig gepubliceerd in 1996 door Mazzoldi.